# Municipio de Grand River (condado de Madison)
El municipio de Grand River (en inglés: Grand River Township) es un municipio ubicado en el condado de Madison en el estado estadounidense de Iowa. En el año 2010 tenía una población de 281 habitantes y una densidad poblacional de 3,05 personas por km².

## Geografía
El municipio de Grand River se encuentra ubicado en las coordenadas 41°12′14″N 94°10′39″O / 41.20389, -94.17750. Según la Oficina del Censo de los Estados Unidos, el municipio tiene una superficie total de 92 km², de la cual 91,95 km² corresponden a tierra firme y (0,06 %) 0,05 km² es agua.

## Demografía
Según el censo de 2010, había 281 personas residiendo en el municipio de Grand River. La densidad de población era de 3,05 hab./km². De los 281 habitantes, el municipio de Grand River estaba compuesto por el 94,31 % blancos, el 1,07 % eran amerindios y el 4,63 % eran de una mezcla de razas. Del total de la población el 0 % eran hispanos o latinos de cualquier raza.